# Saint-Gervais-des-Sablons
Saint-Gervais-des-Sablons ist eine französische Gemeinde mit 71 Einwohnern (Stand: 1. Januar 2022) im Département Orne in der Region Normandie (vor 2016 Basse-Normandie). Sie gehört zum Arrondissement Argentan und ist Mitglied im Gemeindeverband Terres d’Argentan Interco. Die Einwohner werden Saint-Gervaisiens und Saint-Gervaisiennes genannt.

## Geografie

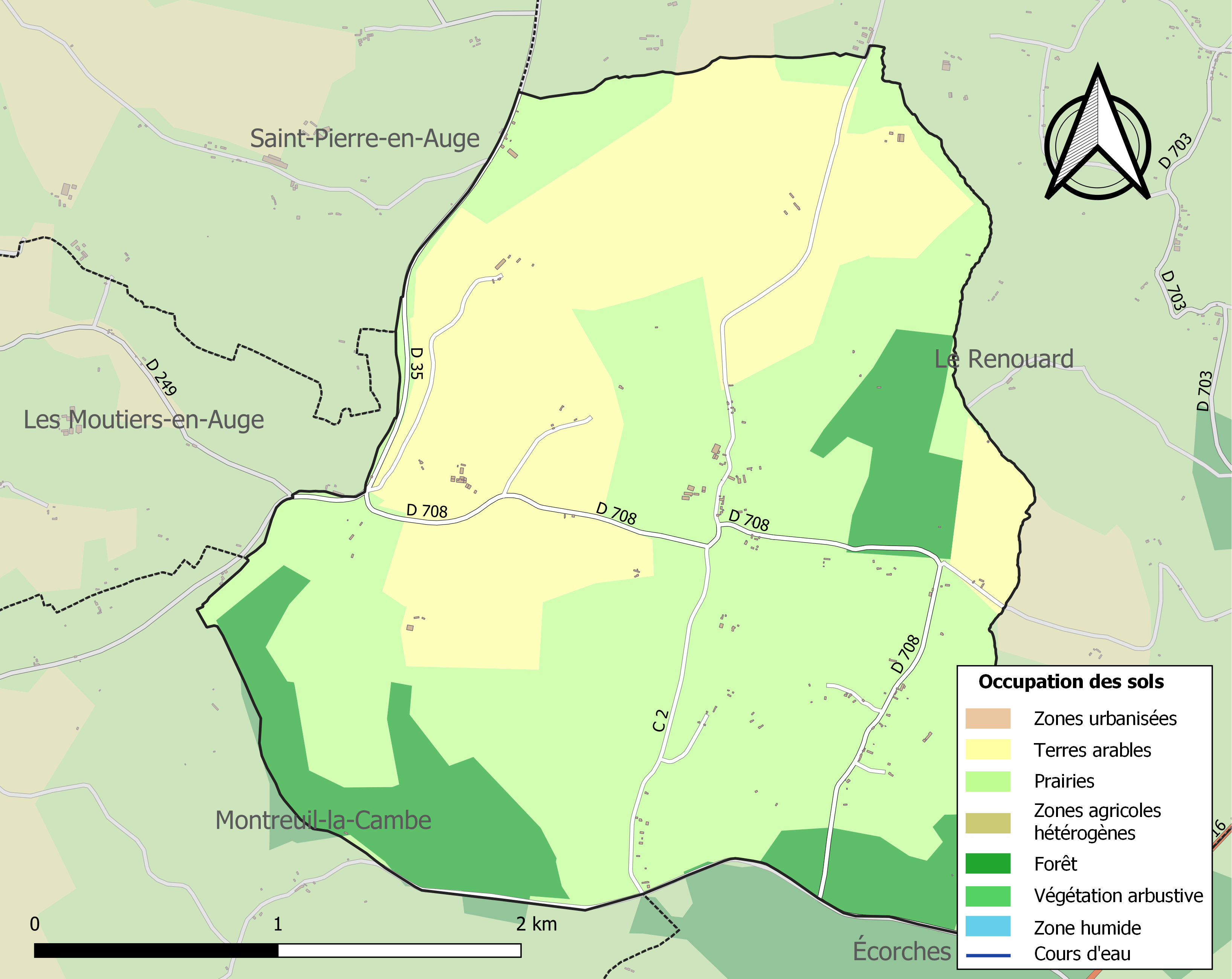
Bodennutzung und Infrastruktur der Gemeinde (2018)

Saint-Gervais-des-Sablons liegt etwa 19 Kilometer nordnordöstlich von Argentan und etwa 52 Kilometer nördlich von Alençon in der Région naturelle Pays d’Auge an der Grenze zum benachbarten Département Calvados. Das Flüsschen Monne, ein Nebenfluss der Vie, begrenzt die Gemeinde im Nordosten. Saint-Gervais-des-Sablons befindet sich in einer Senke der Schichtstufenlandschaft des Pays d’Auge mit Erhöhungen von über 200 m im Osten und Westen, über 250 m im Süden. Das Zentrum liegt leicht erhöht auf 195 m. Die niedrigste Höhe von 129 m wird beim Austritt der Monne aus dem Gemeindegebiet im Norden gemessen.
Teile des Gebiets von Saint-Gervais-des-Sablons gehören zum Natura 2000-Schutzgebiet „Haute Vallée de la Touques et affluents“ (FR2500103) und von drei ZNIEFF-Naturzonen.
Rund 86 % der Fläche der Gemeinde werden landwirtschaftlich, hauptsächlich als Grünland genutzt, rund 14 % sind bewaldet (Stand: 2018).
Umgeben wird Saint-Gervais-des-Sablons von den Nachbargemeinden Le Renouard im Norden und Osten, Écorches im Süden und Südosten, Montreuil-la-Cambe im Süden und Südwesten, Les Moutiers-en-Auge (Calvados) im Westen sowie Saint-Pierre-en-Auge (Calvados) im Nordwesten.

## Geschichte
Im Jahre 1822 wurden die Gemeinden Le Fouquerant und Quattre-Favrils eingegliedert.

## Bevölkerungsentwicklung

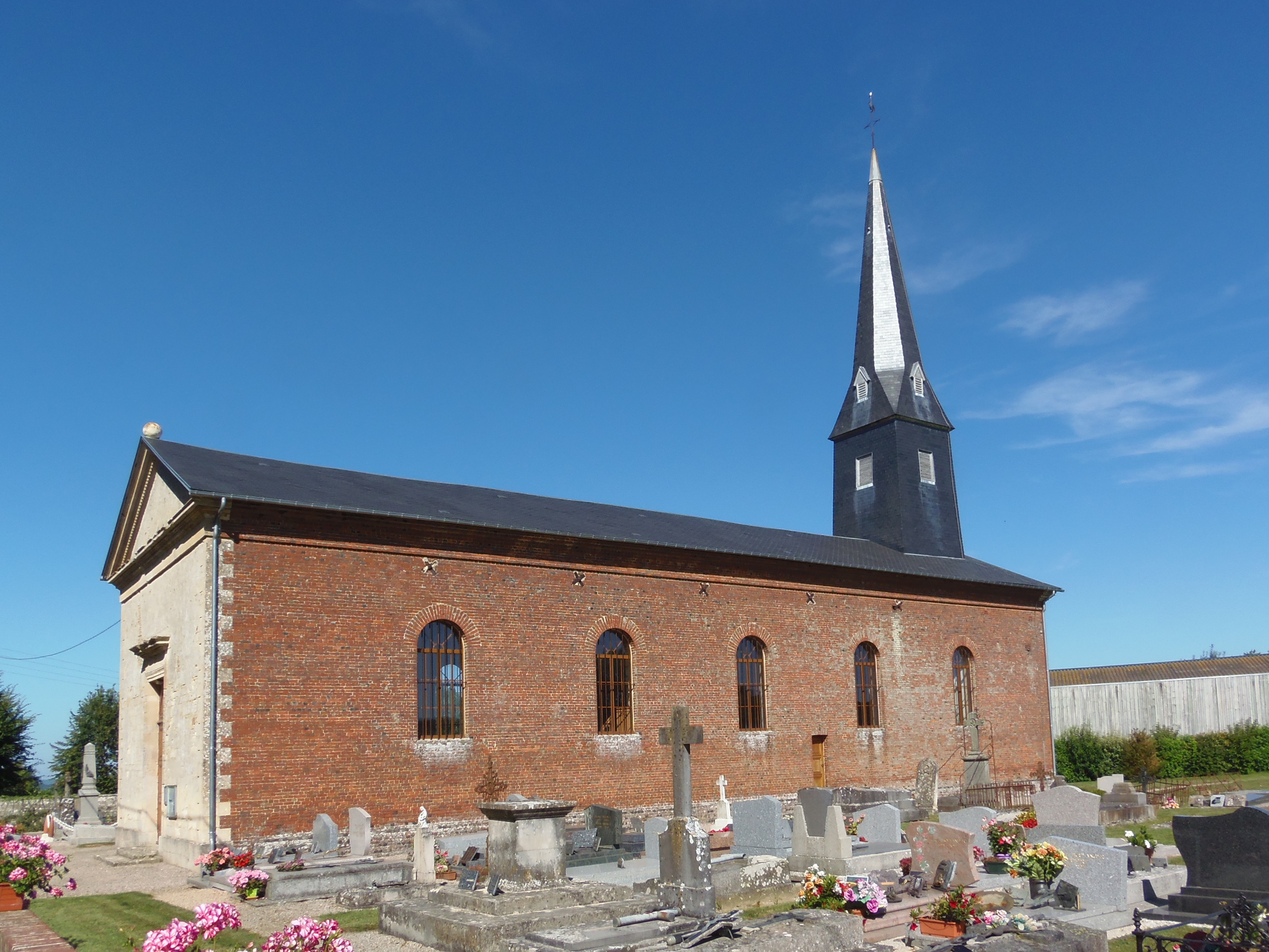
Pfarrkirche Saint-Gervais

| Saint-Gervais-des-Sablons: Einwohnerzahlen von 1793 bis 2020                                                               | Saint-Gervais-des-Sablons: Einwohnerzahlen von 1793 bis 2020 | Saint-Gervais-des-Sablons: Einwohnerzahlen von 1793 bis 2020 | Saint-Gervais-des-Sablons: Einwohnerzahlen von 1793 bis 2020 | Saint-Gervais-des-Sablons: Einwohnerzahlen von 1793 bis 2020 |
| --- | ------------------------------------------------------------ | ------------------------------------------------------------ | ------------------------------------------------------------ | ------------------------------------------------------------ |
| Jahr |                                                              |                                                              |                                                              | Einwohner                                                    |
| 1793 | 1793                                                         |                                                              | 98                                                           | 98                                                           |
| 1800 | 1800                                                         |                                                              | 227                                                          | 227                                                          |
| 1806 | 1806                                                         |                                                              | 207                                                          | 207                                                          |
| 1821 | 1821                                                         |                                                              | 209                                                          | 209                                                          |
| 1836 | 1836                                                         |                                                              | 465                                                          | 465                                                          |
| 1841 | 1841                                                         |                                                              | 450                                                          | 450                                                          |
| 1846 | 1846                                                         |                                                              | 483                                                          | 483                                                          |
| 1851 | 1851                                                         |                                                              | 467                                                          | 467                                                          |
| 1856 | 1856                                                         |                                                              | 416                                                          | 416                                                          |
| 1861 | 1861                                                         |                                                              | 403                                                          | 403                                                          |
| 1866 | 1866                                                         |                                                              | 362                                                          | 362                                                          |
| 1872 | 1872                                                         |                                                              | 315                                                          | 315                                                          |
| 1876 | 1876                                                         |                                                              | 331                                                          | 331                                                          |
| 1881 | 1881                                                         |                                                              | 339                                                          | 339                                                          |
| 1886 | 1886                                                         |                                                              | 309                                                          | 309                                                          |
| 1891 | 1891                                                         |                                                              | 293                                                          | 293                                                          |
| 1896 | 1896                                                         |                                                              | 298                                                          | 298                                                          |
| 1901 | 1901                                                         |                                                              | 270                                                          | 270                                                          |
| 1906 | 1906                                                         |                                                              | 236                                                          | 236                                                          |
| 1911 | 1911                                                         |                                                              | 239                                                          | 239                                                          |
| 1921 | 1921                                                         |                                                              | 186                                                          | 186                                                          |
| 1926 | 1926                                                         |                                                              | 164                                                          | 164                                                          |
| 1931 | 1931                                                         |                                                              | 151                                                          | 151                                                          |
| 1936 | 1936                                                         |                                                              | 149                                                          | 149                                                          |
| 1946 | 1946                                                         |                                                              | 165                                                          | 165                                                          |
| 1954 | 1954                                                         |                                                              | 165                                                          | 165                                                          |
| 1962 | 1962                                                         |                                                              | 141                                                          | 141                                                          |
| 1968 | 1968                                                         |                                                              | 114                                                          | 114                                                          |
| 1975 | 1975                                                         |                                                              | 102                                                          | 102                                                          |
| 1982 | 1982                                                         |                                                              | 77                                                           | 77                                                           |
| 1990 | 1990                                                         |                                                              | 68                                                           | 68                                                           |
| 1999 | 1999                                                         |                                                              | 70                                                           | 70                                                           |
| 2006 | 2006                                                         |                                                              | 68                                                           | 68                                                           |
| 2013 | 2013                                                         |                                                              | 70                                                           | 70                                                           |
| 2020 | 2020                                                         |                                                              | 73                                                           | 73                                                           |
| Quelle(n): EHESS/Cassini bis 1999, INSEE ab 2006 Anmerkung(en): Ab 1962 offizielle Zahlen ohne Einwohner mit Zweitwohnsitz |                                                              |                                                              |                                                              |                                                              |

## Sehenswürdigkeiten
- Die 1850 errichtete Pfarrkirche Saint-Gervais birgt zahlreiche Ausstattungsgegenstände, die in der Base Palissy gelistet sind, darunter eine große Anzahl, die als Monument historique der beweglichen Objekte eingeschrieben sind.
- Burgreste im Weiler Glatigny aus dem 11. Jahrhundert
- Reste eines früheren Römerlagers in den Wäldern von Quatre-Favrils

## Verkehr
Saint-Gervais-des-Sablons liegt relativ abseits größerer Verkehrsachsen. Die nachgeordneten Departementsstraßen D 35 und D 708 sowie lokale Landstraßen verbinden die Weiler der Gemeinde und Nachbargemeinden.